# Jönköpings läns västra valkrets
Jönköpings läns västra valkrets var vid riksdagsvalen till andra kammaren 1912–1920 en egen valkrets med fem mandat. Valkretsen avskaffades vid valet 1921, då hela länet bildade Jönköpings läns valkrets.

## Riksdagsmän

### 1912–första riksmötet 1914
- Bernhard Nilsson, lmb
- Erik Räf, lmb
- Johan Andersson, lib s
- Felix Hamrin, lib s
- Thure Widlund, s

### Andra riksmötet 1914
- Oscar Johanson, lmb
- Bernhard Nilsson, lmb
- Erik Räf, lmb
- Felix Hamrin, lib s
- Thure Widlund, s

### 1915–1917
- Oscar Johanson, lmb
- Bernhard Nilsson, lmb
- Erik Räf, lmb
- Johan Andersson, lib s
- Thure Widlund, s 1915–1916, s vgr 1917

### 1918–1920
- Oscar Johanson, lmb
- Bernhard Nilsson, lmb
- Erik Räf, lmb
- Felix Hamrin, lib s
- Erik Fast, s

### 1921
- Oscar Johanson, lmb
- Bernhard Nilsson, lmb
- Frans Axel Lagerquist, bf
- Felix Hamrin, lib s
- Erik Fast, s